# 上海大自然野生昆虫馆
上海大自然野生昆虫馆是位於中華人民共和國上海市浦東新區陆家嘴滨江大道的一家昆蟲館，地處东方明珠电视塔附近，是該国第一家活体昆虫馆，该馆总展出面积2000余平方米，展出活体昆虫、活體爬蟲等共200余种类别、数千个生物体。馆内区域划分为昆虫长廊、蝴蝶谷、两栖爬虫溶洞区、生态触摸区、水域触摸区、热带雨林区、昆虫沙龙及科普教室。2001年昆蟲館正式对外开放。

## 外部連結
- 官方网站